# シーン・リーガン
シーン・リーガン（Sean Regan、本名：Gerry Murphy、1936年 - ）は、北アイルランド出身の元プロレスラー。より原音に近いリングネームの読みは「ショーン・リーガン」だが、本項では来日時の呼称など日本で定着している表記を使用する。
欧州流のクリーンなレスリングを信条とする実力派として、カナダのNWA圏や新日本プロレスでも実績を残した。教師および作家としての顔も持ち、文筆業においても活躍している。

## 来歴
少年時代にロンドンのブリクストンに移住、ハイスクールではラグビーで活躍し、兵役中もレスリングやボクシングで活動。除隊後、ティーチャーズ・カレッジを卒業して教員となるが、ジョージ・ハッケンシュミットに憧れていたこともあり、休暇を利用してプロレスラーとしての活動を開始する。
初期はワイルド・ビル・マーフィー、後にシーン・リーガン（ショーン・リーガン）をリングネームに、1960年代はダニー・リンチ、ケンドー・ナガサキ、アルバート・ウォールら地元のイギリス勢をはじめ、ドイツのホースト・ホフマン、スイスのレネ・ラサルテス、ベルギーのイワン・ストロゴフ、南アフリカのジャン・ウィルキンスなど欧州および英連邦各国のトップ選手と対戦。パット・バレットともアイルランド王座を争った。
1971年春、国際プロレスに初来日し、ビル・ロビンソン、カール・ゴッチ、モンスター・ロシモフが参加した第3回IWAワールド・シリーズに出場。減点式のバッド・マーク・システムによる予選リーグでは、グレート草津と時間切れ引き分け、ラッシャー木村と両者リングアウト、ロビンソンとサンダー杉山には敗退し、持ち点を失って失格した。翌1972年9月にはゴッチのブッキングで旗揚げ1年目の新日本プロレスに参戦、アントニオ猪木とのシングルマッチも3度行われた。
1973年は北米マットに進出して、カナダのバンクーバーを拠点とするNWAオールスター・レスリングで活動。ベビーフェイスとしてディーン・ホーやダッチ・サベージと共闘し、ジン・キニスキー、ブル・ラモス、ザ・ブルートらと抗争。4月23日にはブルートからNWA太平洋岸ヘビー級王座を奪取、6月11日にはハーリー・レイスが保持していたNWA世界ヘビー級王座に挑戦した。同地区ではテリー・ファンクともタッグを組んでいる。
同年7月に新日本プロレスに再来日した際も、ムーンドッグ・ロニー・メインらの反則攻撃を受けていた猪木を救出するなど、ベビーフェイス的なポジションで活躍した。新日本には1979年6月にも参戦、ウェイトを絞り込み、品川プリンスホテルのゴールドホールにて藤波辰巳が保持していたWWFジュニアヘビー級王座に挑戦した。
教職に戻りレスラー活動をセミリタイアした後、1982年にオーストリアのウィーン、1984年にドイツのハノーバーにて、アイリッシュ・マスク（The Irish Mask）なる覆面レスラーとして一時的にリングに復帰。オットー・ワンツ、スティーブ・ライト、ビッグ・ジョン・クイン、ムース・モロウスキー、ミレ・ツルノ、ヤス・フジイ、ザ・UFO、キム・コリアなどと対戦した。リーガンはイギリスにおいても、教職に支障のないよう覆面を被って素顔を隠し、ゼブラ・キッドやジ・アベンジャーなどと名乗ってリングに上がっていたことがあったという。
レスラーを引退後は南アフリカに居住して、リメディアル教育の講師となって活動。作家としても活動しており、アパルトヘイト体制下の南アフリカにおける白人と黒人の子供たちの教育格差を題材にした小説などを発表している。

## 得意技
- ドロップキック
- スープレックス
- インディアン・デスロック[2]

## 獲得タイトル
- NWA太平洋岸ヘビー級王座：1回[8]